# O’Neil Bürgi

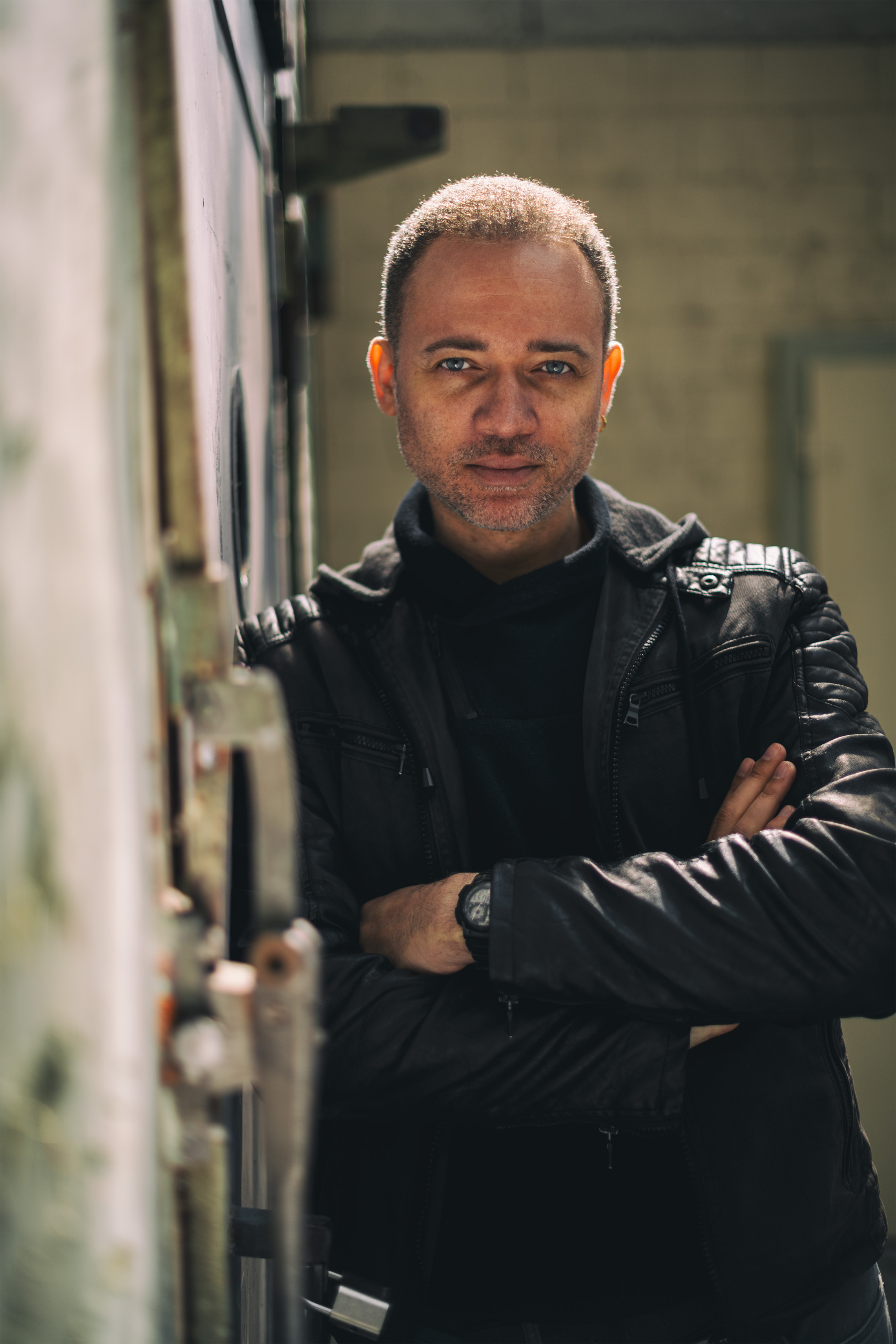
O’Neil Bürgi, 2019

O’Neil Bürgi (* 1981 in Arbon, Schweiz) ist ein Schweizer Filmemacher, Gestalter und Filmeditor.

## Leben
O’Neil Bürgi wuchs in Arbon auf. Von 2015 bis 2018 absolvierte er das Filmstudium an der F+F Schule für Kunst und Design in Zürich. Bürgi lebt und arbeitet in Frauenfeld.

## Filmographie (Auswahl)

### Regie
- 2020: Ale[4]
- 2018: Cat Noir[5]
- 2012: Fenster zum Jenseits[6]
- 2009: Dancing with the Storms[7]

## Auszeichnungen (Auswahl)
Ale
- Austin Film Festival 2020: Nominiert für den Jury Award (Documentary Feature)[8]
- Austin Film Festival 2020: Nominiert für den Audience Choice Award (Documentary Feature)[9]
- Solothurner Filmtage 2021: Nominiert für den Prix du Public[10]
- Snowdance Independent Film Festival 2021: Bester Dokumentarfilm[11]

Cat Noir
- Rome Independent Film Festival 2018: RIFF Award für Best Short Animation Film[12]
- Palm Springs International ShortFest 2019: Nominiert für Best Animated Short[13]
- Palm Springs International ShortFest 2019: Nominiert für Best Student Animated Short[14]
- Fantoche 2019: Nominiert für Best Swiss[15]